# My Kind Of Party (EP)
My Kind Of Party é o segundo extended play (EP) da cantora e compositora estadunidense Megan Nicole. O seu lançamento ocorreu em 9 de fevereiro de 2018. 
O EP possui sons retrô, com batidas de R&B dos anos 90. Segundo Nicole, o nome do EP surgiu após a composição da música "My Kind Of Party" no verão de 2017. "É um olhar para o meu mundo ou uma boa vinda para a minha festa", revelou a cantora em uma entrevista.

## Singles
"My Kind Of Party" foi lançada como o primeiro single do EP em 22 de janeiro de 2018. Para divulgação do single, foi lançado um lyric video no YouTube, o vídeo contém cores neon e elementos festivos. O videoclipe da música, dirigido por Joseph Levi e produzido por Morgan Reid, foi lançado em 23 de março de 2018. 

## Lista de faixas
| N.º            | Título             | Compositor(es)                                        | Duração |  |
| 1.             | "Checklist"        | Megan Nicole, Morgan Taylor Reid, Annaliese Schiersch | 2:52    |  |
| 2.             | "My Kind Of Party" | Megan Nicole, Morgan Taylor Reid, Annaliese Schiersch | 3:32    |  |
| 3.             | "Take Me Back"     |                                                       | 3:19    |  |
| 4.             | "Nothing"          |                                                       | 3:52    |  |
| 5.             | "Clueless"         |                                                       | 3:19    |  |
| 6.             | "Favorite One"     |                                                       | 3:22    |  |
| Duração total: | Duração total:     | Duração total:                                        | 18:96   |  |